# Fernmeldeschule München
Die Fernmeldeschule der Oberpostdirektion München war eine von einst vierundzwanzig Fernmeldeschulen der ehemaligen Deutschen Bundespost. Das Gebäude wurde nach mehreren unterschiedlichen Nutzungen zum Commundo Tagungshotel Ismaning umgewidmet.

## Gründung der Fernmeldeschule München und Auftrag
Im April 1959 wurde die Fernmeldeschule München als Sonderstelle des damaligen Referats III J (später Referat 35B) der Oberpostdirektion (OPD) München in der Arnulfstrasse 60 in verschiedenen Räumen eingerichtet. Ihre Kernaufgabe bestand in der Aus- und Fortbildung der Beamten, Angestellten und Arbeiter im Bereich Nachrichten-, Post- und Hochbautechnik. Das Gegenstück zur Fernmeldeschule bildete die Postschule in Dachau, die für die Aus- und Weiterbildung der Post- und Postbankbediensteten sowie anfänglich auch für alle Postbeamtenanwärter des gehobenen und höheren Dienstes verantwortlich zeichnete. Die Leitung der Fernmeldeschule übernahm der technische Fernmelde-oberinspektor (TFOI) Wolfgang Wolf. Die Fernmeldeschule, die dem Ausbildungsreferat unter dem Leiter Josef Igl unterstellt war, übernahm die bezirkliche Aus- und Fortbildung im technischen Dienst sowie Verwaltung für alle Dienstanfänger und Aufstiegskräfte (Ausnahme: Höherer Dienst). Nach kurzer Zeit übernahm dann der Schulleiter Josef Färber die Geschicke der Fernmeldeschule.
Nach erfolgter beruflicher Ausbildung/Studium der Mitarbeiter waren die Aufgaben der Fernmeldeschule als bezirkliche Bildungseinrichtung der Oberpostdirektion München:
- die Ausbildung von Diplom-Ingenieuren der Fachhochschulen im Bereich Nachrichtentechnik nach der Postreform für künftige Telekom-Arbeitsplätze,
- Maschinenbau, Elektro- und Hochbautechnik für den gehobenen technischen Dienst
- ab 1990: Absolventen mit der allgemeinen Hochschulreife für die Verwaltungslaufbahn des gehobenen nichttechnischen Dienstes (vorher Berufsbildungsstellen und Postschule der OPD München)
- die Nachwuchskräfte des einfachen, mittleren technischen sowie nichttechnischen Dienstes durch Ausbildungslehrgänge auf die vielfältigen Anforderungen der einzelnen Beamtenlaufbahnen auf die betrieblichen Herausforderungen und vielfältigen Aufgaben vorzubereiten bzw. für die Übernahme in die einzelnen Beamtenlaufbahnen zu qualifizieren.

Dazu gehörten:
- die Aus- und Fortbildung für Postangestellte (PAng (w)),
- Fernmeldedienst (F) und Technikdienst (T) mit den Grund- und Aufbaulehrgängen vor der Übernahme in das Beamtenverhältnis
- Sprechausbildung
- Aus- und Fortbildung von Fernmeldehandwerkern (FHandw), für den AFt-/BFt-Dienst (einfachen und mittleren fernmeldetechnischen Dienst)
- Aus- und Fortbildung Posttechnik (Pt), für den APt- und BPt-Dienst mit den Grund- und Aufbaulehrgängen vor der Übernahme in das Beamtenverhältnis
- Ausbildung der TFIAw (technische Fernmeldeinspektorenanwärter)
- Ausbildung der Postassistenten-Anwärter (PAssAw), später auch alle Postinspektorenanwärter (PIAw)
- Ausbildung der technischen Postinspektoranwärter (TPIAw) und der Aufstiegskräfte Post im praktischen Fernmeldedienst, später auch die Ausbildung der Referendare nach Ausbildungsabschnitt 1 (höherer Dienst)
- alle Sonderlehrgänge und Lehrgänge für den geschäftsführenden Bereich der technischen Fachrichtungen (Aufstiegslehrgänge), Maschinenaspiranten, Lochkartenlehrgänge und
- Fortbildung von in- und ausländischem Fernsprechpersonal für Bundespolizei, Bundesgrenzschutz und Detecon

Den Fernmeldeämtern (Ämtern) und deren Berufsbildungsstellen verblieb dabei die praktische Ausbildung bei den Beschäftigungsstellen, die Dienstbesprechungen, Besichtigungen des Amtes, Überwachen und Einsatz am Arbeitsplatz sowie die persönlichen Angelegenheiten der Dienstanfänger. Die Lehrsäle, Übungsräume sowie Büros der Fernmeldeschule waren im gesamten Oberpostdirektionsgebäude in der Arnulfstraße 60 verstreut.

## Gründung der Fernmeldeschule in der Arnulfstraße 83–85
Im Jahr 1969 wurde ein ehemaliges Möbellager im „Transhand“-Haus in der Arnulfstraße 83–85 angemietet. Dort konnten alle erforderlichen Unterrichts-, Technik- und Übungsräume untergebracht werden.
Während 1959 in 41 Lehrgängen 969 Teilnehmer geschult wurden, wuchs die Zahl bis 1988 auf 547 Aus- und Fortbildungs-lehrgänge mit 8137 Teilnehmern an und erreichte 1990 bereits 600 Lehrgänge mit rd. 11.000 Teilnehmern.
Dabei wurden 33.000 Unterrichtsstunden von 35 hauptamtlichen und einer größeren Anzahl von nebenamtlichen Lehrkräften (sog. Fachexperten) absolviert. Im Jahre 1989 feiert die Fernmeldeschule München ihr 30-jähriges Bestehen.
Die Vielschichtigkeit der Aufgaben und Fachthemen erforderte organisatorische Veränderungen. So wurden Fachgruppen mit je einem Gruppenleiter in der
- Linientechnik
- Vermittlungstechnik
- Übertragungstechnik/Funk
- Elektronik sowie
- Posttechnik, Haustechnik sowie Fahrzeugtechnik und der
- Verwaltung
installiert. Der neue Fernmeldeschulleiter ab dem 1971, in dessen Ära diese gravierenden Veränderungen fielen, war Josef Marklowski.

## Innovationen in der Weiterbildung
Neben der beamtenrechtlichen Ausbildung der Nachwuchskräfte stieg der Bedarf an betriebsfachlichen Weiterbildungsmaßnahmen aus Gründen des stärker werden-den Wettbewerbsdruckes in den 90er Jahren stark an. Dies bezog sich insbesondere auf das Netzmanagement, der Elektronik, Digitaltechnik, Computertechnik, den Vertrieb und das Marketing sowie auf die Änderungen der Betriebsabläufe und -verfahren. Neben den fachlichen Voraussetzungen mussten den Mitarbeitern der mittleren Führungsebenen nun auch das Rüstzeug zur Leitung und Führung von Dienststellen, Mitarbeitermotivation, Leistungsbereitschaft und Identifikation mit dem Unternehmen Deutsche Bundespost Telekom vermittelt werden.
Nach dem Berufsbildungsgesetz (BBiG von 1969) mussten des Weiteren alle Ausbilder und Lehrkräfte der Deutschen Bundespost ab 1974 die Befähigung zur Aus- und Weiterbildung von Jugendlichen und Erwachsenen in einer neunwöchigen Seminarkette erwerben. Auch diese Aufgabe wurde organisatorisch und personell durch Lehrkräfte der Fernmeldeschule erledigt.

## Anmietung weiterer Räumlichkeiten
Steigende Aufgaben in der Aus- und Weiterbildung bedingte eine zusätzliche Anmietung von Räumen zur Jahreswende 1980/1981. Mit einer Zweigstelle in der Arnulfstraße 199 mit Computer-, Technik-, Unterrichts- und Verwaltungsräumen sowie die Auslagerung der Posttechnikgruppe mit weiteren Unterrichts-, Übungs- sowie Technikräumen in der Berufsbildungsstelle des Fernmeldeamtes 2 München in der Leopoldstraße 250 konnten die Raumnotprobleme aufs Erste gelöst werden. Somit ist die Fernmeldeschule der OPD München Telekom bis zum Jahr 1990 in drei getrennten Häusern in der Stadt München untergebracht. Lehrgangsteilnehmer, die auf Übernachtungsmöglichkeiten angewiesen waren, mussten auf verschiedene Postwohnheime verteilt werden. Sofern deren Platzangebot nicht ausreichte, wurden Übernachtungsmöglichkeiten in Hotels angemietet. Die örtliche Aufsplitterung erschwerte naturgemäß die Durchführung der Lehrgänge und beeinträchtigte auch den Erfolg der Schulungsergebnisse.

## Neubau der Fernmeldeschule
Die immer dringlich werdenden Probleme der Raumnot und der Verteilung der Schulungsgebäude auf drei Standorte fanden nach vielen Vorüberlegungen, Entwürfen und Konzepten, denen die Realisierung nicht vergönnt war, eine Lösung. Erst unter erheblichem Druck des Referatsleiters Herrn Manfred Monkowski sowie dem Schulleiter Josef Marklowski, stellte man 1985 die Weichen für einen neuen und endgültigen Standort für die Fernmeldeschule in Ismaning. Die Bayerische Beamten-fachhochschule wurde nach einem Beschluss der Staatsregierung nicht mehr im Großraum München, sondern in Hof errichtet. Das dafür reservierte Grundstück in Ismaning konnte Zug um Zug von der DBP Telekom erworben werden. Der Gebäudekomplex, bestehend aus einem Seminargebäude, einem Appartementhaus und dem Verwaltungstrakt konnte bis Jahresende 1992 fertiggestellt werden. Der Bau wurde schlüsselfertig von der Firma Deutschbau erstellt. Im Januar 1993 fand der große Umzug von München, Arnulfstraße 3-885 nach Ismaning in den Seidl-Kreuz-Weg statt. Ab Februar 1993 lief der Schulungsbetrieb reibungslos an.
Daten, Fakten und zeitlicher Ablauf des Neubaus
Es entstand in angepasster Bauweise ein dreigliedriger Gebäudekomplex auf einem 30.000 m² großen Grundstück. Die beiden Hauptkomplexe – Schulungsgebäude mit 58 Lehrsälen u. Übungsräume sowie Trainerbüros und dem – Gästehaustrakt mit 220 Einbett-Appartements sowie Freizeitangeboten, wie Fitnessraum, Kegelbahn und Tischtennisraum wurden durch den Verbindungsteil des Verwaltungsbaus mit Empfangsbereich, der Schulleitung sowie Büros der Lehrgangsplanung und Einberufung sowie dem Kantinen-Pavillon verbunden. Das Haus bietet wegen seiner variablen Installationsmöglichkeiten, z. B. über Doppelböden, die Möglichkeit, schnell und problemlos auf neue Aufgabenstellungen umzurüsten. Damit können in kürzester Zeit Räume für die verschiedensten innovativen Fortbildungsmaßnahmen der Deutschen Bundespost Telekom bereitgestellt werden. Es gibt auch mehrere Fernsehräume, sowie Leseraum, Bibliothek und Besprechungsräume.
Die Grundsteinlegung erfolgte am 28. November 1990.  Das Richtfest war am 21. November 1991, die Hausübergabe am 21. Dezember 1992 und die Betriebsaufnahme am 1. Februar 1993. Die Eröffnung fand am 18. Juni 1993 statt.  Die Kosten betrugen an reinen Grundstückskosten 12,9 Mio. DM; die Baukosten rd. 96 Mio. DM.
- Grundstücksgröße: 27.000 m²,
- gesamte Gebäudefläche: 17.724 m² ohne Tiefgarage, davon: 10.142 m² für Schulungsgebäude, 2.000 m² für Verwaltung und Casino und 5.582 m² für das Gästehaus und 140 Tiefgaragen-Stellplätze sowie 60 freien Stellplätzen
- Gästehaus: 215 Einzelappartements, 6 Doppelappartements und 3 behindertengerechte Einzelappartements.

## Wechsel der Schulleitung
In die Zeit der Planungen fiel im Herbst 1987 auch der Wechsel in der Schulleitung:
Josef Marklowski ging in den Ruhestand, und Manfred Sparrer (ehemals Bezirks-personalrat in der Oberpostdirektion München) übernahm die Leitung. Auch im Referat 35B für Berufliche Bildung vollzogen sich Wechsel. Manfred Monkowski wechselte zur Generaldirektion und Wolfgang Ganz übergab das Geschäft und übergab es dann an seinen Nachfolger Joachim Jung.

## Postreform
Bedingt durch die im Jahr 1990 und 1994 durchgeführte Postreform wurden ab 1994 die neuen sechs Bildungszentren (BZ) gebildet. In der Fläche werden die 24 Fern-meldeschulen (FSch) aufgelöst und in sechs leistungsstarke BZ integriert:
- BZ Nord, Hamburg (aufgelöste FSch: Hamburg, Kiel, Hannover, Bremen, Braunschweig. Bargteheide, Berlin ....)
- BZ Ost, Leipzig
- BZ West, Neuss (aufgelöste FSch: Neuss, Münster, Bielefeld, Düsseldorf, Dortmund, Köln...)
- BZ Mitte, Darmstadt (aufgelöste FSch: Darmstadt, Kleinheubach, Heusenstamm, Koblenz, Speyer, Saarbrücken..)
- BZ Südwest, Stuttgart (aufgelöste FSch: Stuttgart, Freiburg, Reutlingen, Konstanz, Karlsruhe ...) und
- BZ Süd Ismaning mit (aufgelösten FSch: München, Nürnberg und Regensburg)

In den sechs Bildungszentren wurden die bis dato in den Regionen und Fernmeldeschulen stattfindenden Seminare und Fortbildungsveranstaltungen gebündelt und neu regional für alle Telekom-Bereiche aus- und weitergebildet. Jede Region (wie an der BZ-Benennung erkennbar) führte darüber hinaus spezielle, hoch spezialisierte zentrale Fortbildungsveranstaltungen für verschiedene Fachbereiche und Referate durch. In München waren dies insbesondere die Post- und Hochbautechnik sowie die Fahrzeugtechnik.

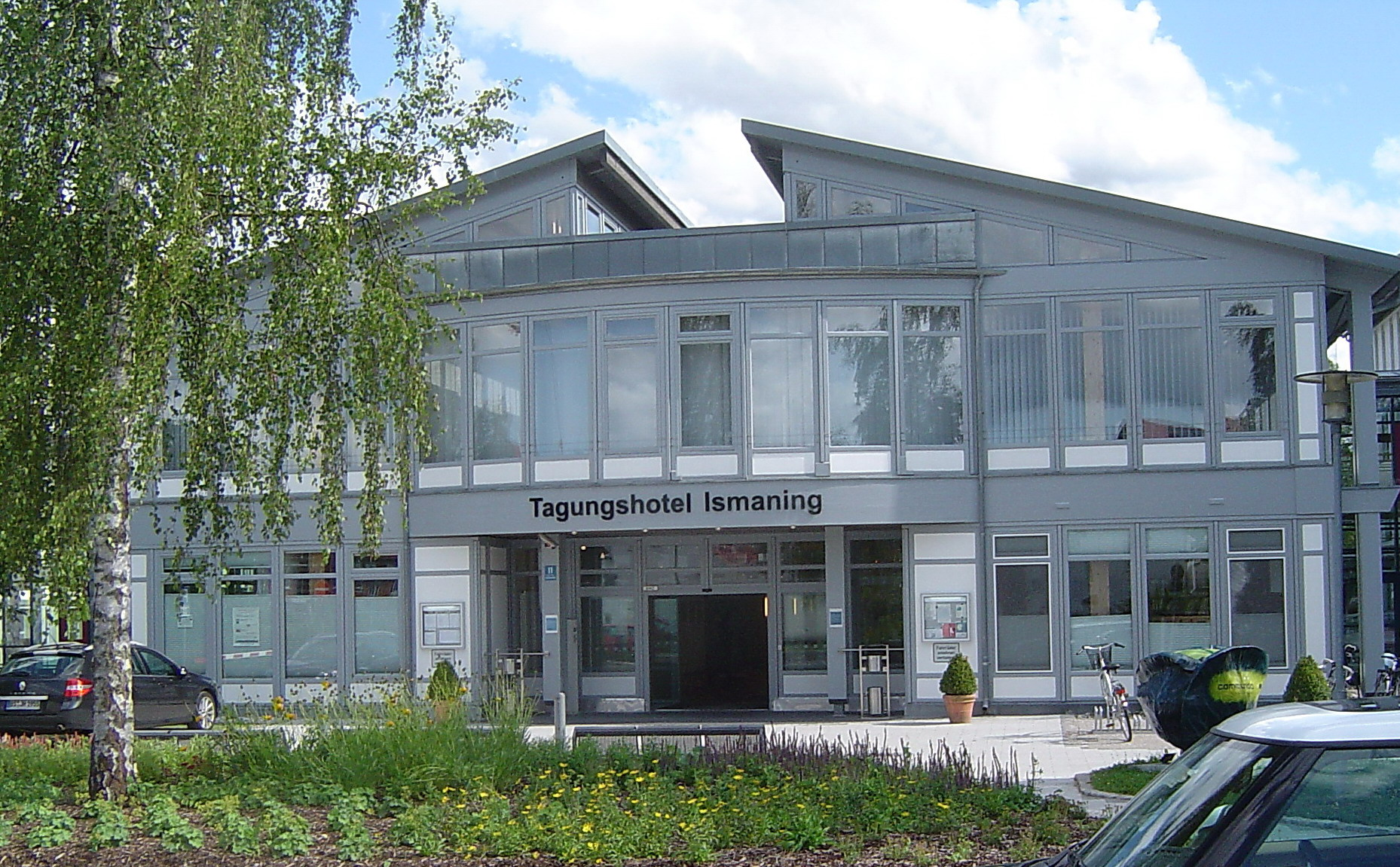
Die frühere Fernmeldeschule München als Tagungshotel Commundo in Ismaning

In der Verwaltung wurden das Seminarmanagement, der Tagungsservice sowie eine Bildungsberatung neu eingerichtet. Da die Region Süd sehr groß (ganz Bayern) war, richtete der damalige Leiter Bernd Wittki sowohl eine Bildungs- und Tagungsstätte in Nürnberg als auch in Ismaning ein. Die alte Fernmeldeschule Regensburg wurde allmählich abgewickelt und einige Trainer nach Ismaning überführt. In Nürnberg wurde im Süd-West-Park ein Verwaltungs-Gebäudekomplex als auch ein Zimmerkontingent im benachbarten Süd-West-Park-Hotel neu angemietet. Auch das Haus in Ismaning wurde neu gestaltet. Es wurden u. a. neue Bewirtungsräume geschaffen sowie neue Services für die Gäste und ersten stattfindenden Firmenschulungen etabliert. Ab dem Jahr 1997 wurde das Haus nach außen geöffnet, so dass auch fremde Organisationen und Firmen das Bildungszentrum für ihre Veranstaltungen nutzen konnten. Zum Jahreswechsel 1997/1998 übernahm dann Wolfgang Mann als neuer Leiter die Geschicke des Hauses, und aufgrund betriebswirtschaftlicher Maßgaben wurde das Süd-West-Park-Anwesen mit Hotel gekündigt. Auch in der Zentrale der Telekom wurden weitere organisatorische Änderungen vorangetrieben. Des Weiteren werden in der Generaldirektion Telekom (Bonn) und in der Führungsakademie Telekom (Bad Honnef und Bad Saarow-Pieskow) Bildungseinrichtungen betrieben.
Ende 2013 wurde bekannt, dass die Telekom einen Verkauf des Gebäudes in Ismaning und einen Auszug bis zum Jahr 2018 plant. Die Gemeinde zeigte Interesse an einem Ankauf, um dort das geplante Gymnasium Ismaning einzurichten. Das Gymnasium wurde Ende 2017 zum Teil eröffnet.